# Louise Dupré
Louise Dupré (Sherbrooke, Quebec, 9 de juliol de l'any 1949) és una poeta i novel·lista quebequesa.
Filla de Cécile Paré i d'Arthur Dupré, nascuda a Sherbrooke i es va educar a la Université de Sherbrooke i a la Université de Montréal, tot doctorant-se en literatura en aquesta institution. Des de 1981 a 1984, va ser membre del col·lectiu Éditions du Remue-Ménage. En 1988, va formar part del comitè editorial de la revista Voix et Images: Littérature québécoise; a més, va ocupar el càrrec de directora des de 1995 fins al 1998. Va ser professora de la Université du Québec à Montréal.
La seua col·lecció poètica La Peau familière (1983) va rebre el Prix Alfred-DesRochers. En 1999, va ser admesa a l'Académie des lettres du Québec i, en 2002, a la Royal Society of Canada.

## Obra

### Poesia
- La Peau familière, Éditions du Remue-ménage, Montréal, 1983, 125 p. ISBN 2890910431 i ISBN 9782890910430
- Où, Nouvelle Barre du Jour, Montréal, 1984, 114 p. ISBN 2892950252 i ISBN 9782892950250
- Chambres, Éditions du Remue-ménage, Montréal, 1986, 90 p. ISBN 2890910636 i ISBN 9782890910638
- Quand on a une langue, on peut aller à Rome (en collaboration avec Normand de Bellefeuille), Nouvelle Barre du Jour, Montréal, 1986, 61 p. ISBN 2893140785 i ISBN 9782893140780
- Bonheur, Éditions du Remue-ménage, Montréal, 1986, 101 p. ISBN 2890910784 i ISBN 9782890910782
- Noir déjà, Éditions du Noroît, Montréal, 1993, 92 p. ISBN 2890182657 i ISBN 9782890182653
- Tout près, Éditions du Noroît, Saint-Hippolyte, 1998, 93 p. ISBN 289018403X i ISBN 9782890184039
- Les Mots secrets (avec des eaux fortes de Jean-Benoît Pouliot), La Courte échelle, Montréal, 2002, 39 p. ISBN 2890215598 i ISBN 9782890215597
- Une écharde sous ton ongle, Éditions du Noroît, Montréal, 2004, 98 p. ISBN 2890185273 i ISBN 9782890185272
- Plus haut que les flammes, Éditions du Noroît, Montréal, 2010, 105 p. ISBN 9782890186811 i ISBN 2890186814
- Plus haut que les flammes, réédition, Éditions Bruno Doucey, Paris, 2015, 105 p. ISBN 9782890186811 i ISBN 2890186814
- La Main hantée, Éditions du Noroît, Montréal, 2016, 113 p. ISBN 9782897660260 i ISBN 2897660260
- Nous ne sommes pas des fées, Mémoire d'encrier, Montréal, 2022, 113 p. ISBN 9782897128319 i ISBN 2897128313
- Exercices de joie. Éditions du Noroît, Montréal, 2022,144 p. ISBN 9782897663704 i ISBN 9782897663711
- Exercices de joie. Éditions Bruno Doucey, Paris, 2022,144 p. ISBN 9782362294327

### Narrativa
- La Memoria, (novel·la), XYZ, Montréal, 1996, 217 p. ISBN 289261158X i ISBN 9782892611588
- La Voie lactée, (novel·la), XYZ, Montréal, 2001, 211 p. ISBN 9782894063132 i ISBN 289406313X
- L'Été funambule (narrativa), XYZ, Montréal, 147 p. ISBN 9782892615128 i ISBN 2892615127
- L'Album multicolore (novel·la), Héliotrope, Montréal, 2014, 270 p. ISBN 9782923975375 i ISBN 2923975375
- Théo à jamais (novel·la), Héliotrope, Montréal, 2020, 233 p. ISBN 9782924666968 i ISBN 2924666961[3]

### Teatre
- Si Cendrillon pouvait mourir, Éditions du remue-ménage, Montréal, 1980, 79 p. ISBN 978-2-89091-005-8
- Tout comme elle, Montréal, Québec Amérique, 2006, 112 p. ISBN 978-2-7644-0454-6

### Assaig
- Stratégies du vertige. Trois poètes : Nicole Brossard, Madeleine Gagnon, France Théoret, Montréal, Remue-Ménage, 1989, 127 p. ISBN 9782890910843

### Traduccions al català
- Més amunt que les flames (Plus haut que les flammes), traducció de Lídia Anoll, Vic / Barcelona: Eumo Editorial / Cafè Central, 2016.
- L'album multicolor (L'Album multicolore), traducció de Montserrat Gallart i Sanfeliu, Barcelona: Editorial Trípode, 2020.
- Théo per sempre (Théo à jamais), traducció de Montserrat Gallart i Sanfeliu, Barcelona: Editorial Trípode, 2022.

## Premis i distincions
- 1984 - Prix Alfred-Desrochers (per La Peau familière)
- 1986 - Nominació per al Prix du Gouverneur général
- 1988 - Nominació per al Prix du Gouverneur général
- 1993 - Grand Prix du Festival international de la poésie (per Noir déjà)
- 1996 - Prix de la Société des écrivains canadiens (per La Memoria)
- 1997 - Plantilla:2e au Prix littéraires Radio-Canada[4]
- 1997 - Prix Ringuet de l'Académie des lettres du Québec (per La Memoria)
- 2004 - Nominació per al Prix du Gouverneur général
- 2011 - Guardonada amb el Prix littéraires du Gouverneur général 2011 (per Plus haut que les flammes)
- 2011 - Grand prix Québecor du Festival international de la poésie
- 2017 - Guardonada amb el Prix littéraire du Gouverneur général 2017 (per La main hantée)
- 2018 - Guardonada amb el Prix Vénus Khoury-Ghata (pour La main hantée)
- 2021 : Finalista del Prix Hervé-Foulon del llibre oblidat (per la seva novel·la La Memoria, inicialment publicat el 996).[5]